# Ministère des Finances (Estonie)
Le ministère des Finances (estonien : Eesti Vabariigi Rahandusministeerium) est un   ministère de la république d'Estonie chargé de la conception et de la mise en œuvre de la politique financière.